# Klinikum Würzburg Mitte

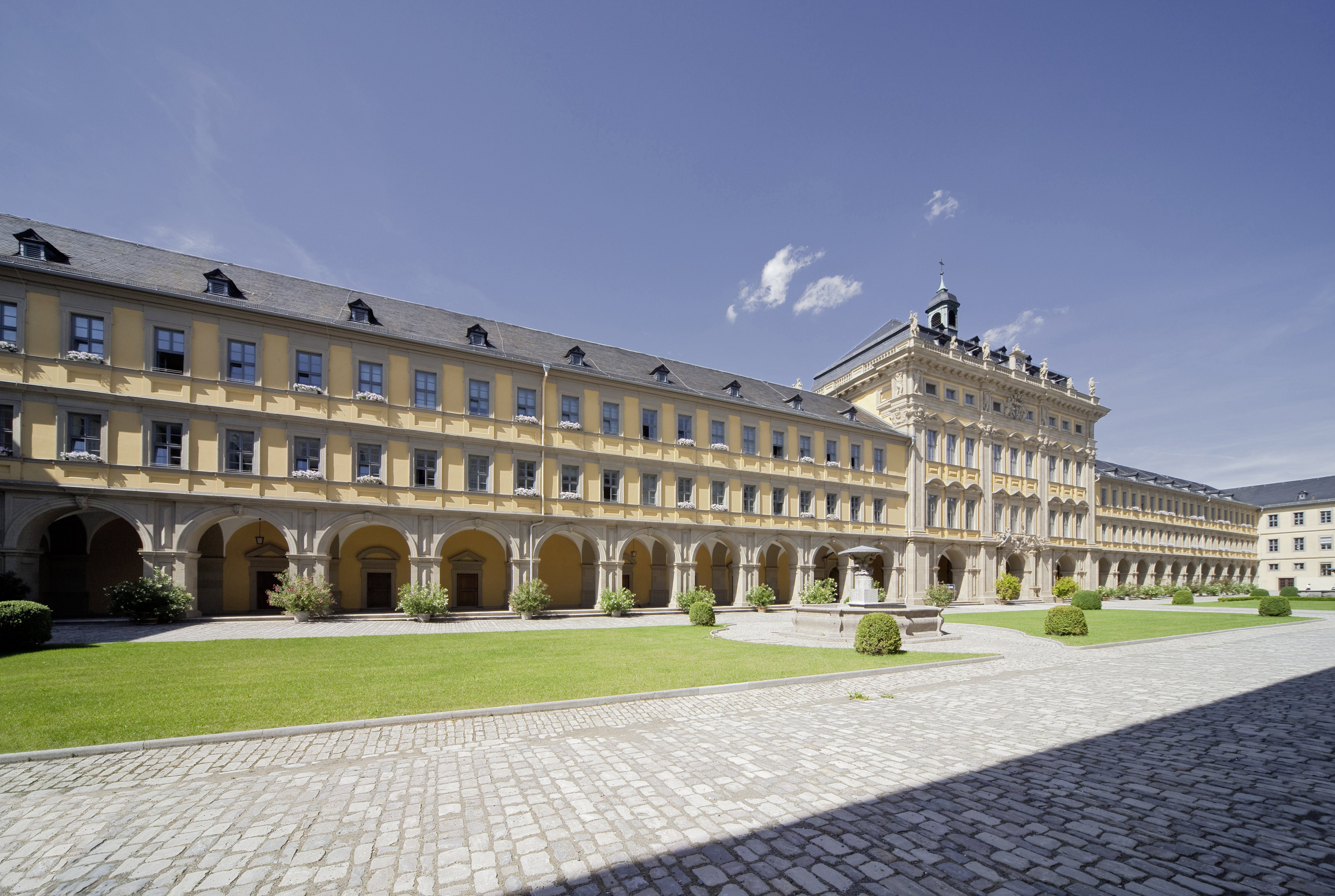
Der Standort Juliusspital in der Würzburger Innenstadt

Das Klinikum Würzburg Mitte (KWM) ist ein Krankenhaus der Schwerpunktversorgung mit zwei Standorten in Würzburg.

## Kennzahlen
In 13 Fachkliniken und drei Instituten versorgen mehr als 2.400 Mitarbeiterinnen und Mitarbeiter des KWM jährlich etwa 30.000 stationäre Patientinnen und Patienten.
An drei Standorten in Würzburg bildet zudem das Medizinische Versorgungszentrum des KWM die Schnittstelle zwischen ambulanter und stationärer Versorgung.

## Geschichte
Zum 1. Januar 2017 schlossen sich die beiden Würzburger Krankenhäuser Missioklinik und Juliusspital unter dem Dach der Klinikum Würzburg Mitte gGmbH zusammen.
Die beiden Standorte entstammen aus unterschiedlichen Organisationen: Das Juliusspital Krankenhaus war vor dem Zusammenschluss ein Geschäftsbereich der Stiftung Juliusspital Würzburg. Träger der Missionsärztlichen Klinik gGmbH, die sich nach der Fusion schlicht "Missioklinik" nennt, waren vor 2017 das Missionsärztliche Institut und der Verein Kinderklinik am Mönchberg.
Die drei Träger-Gesellschaften des KWM sind die Stiftung Juliusspital Würzburg, der Verein für ärztlichen Dienst in Übersee – Missionsärztliches Institut Würzburg und der Verein Kinderklinik am Mönchberg e.V.

## Leistungen
Fachabteilungen am Standort Juliusspital:
- Medizinische Klinik – Schwerpunkt Gastroenterologie & Rheumatologie
- Medizinische Klinik – Schwerpunkt Kardiologie & Internistische Intensivmedizin
- Klinik für Chirurgie – Allgemein- & Viszeralchirurgie
- Klinik für Chirurgie – Orthopädie, Unfall- & Wiederherstellungschirurgie / Sportmedizin & Sportverletzungen
- Klinik für Neurologie & Neurologische Frührehabilitation (Phase B)
- Institut für Labormedizin
- Klinik für Anästhesie & Operative Intensivmedizin / Palliativmedizin
- Institut für Radiologie
- Klinik für Notfallmedizin

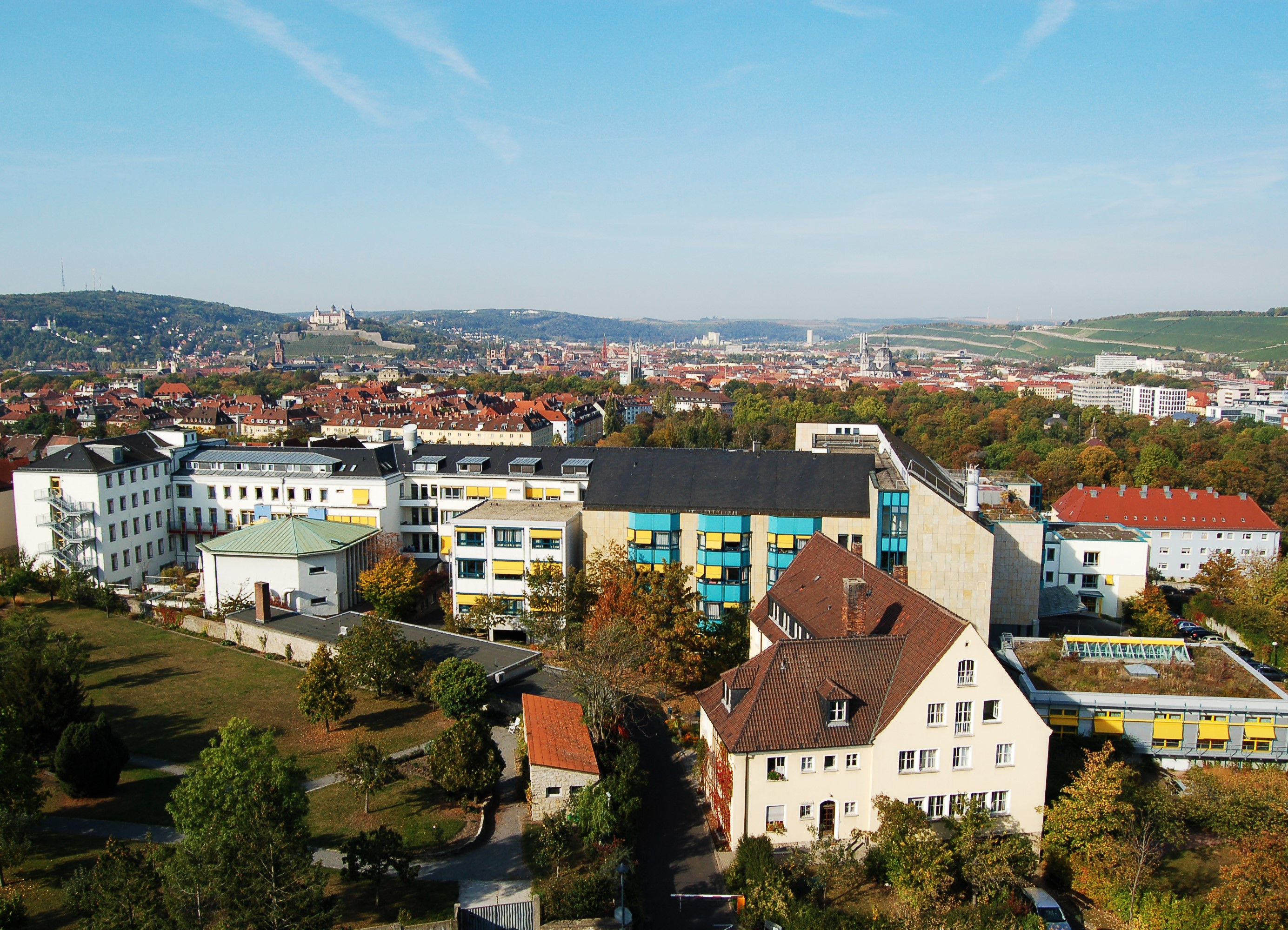
Der Standort Missioklinik am Mönchberg

Fachzentren am Standort Juliusspital:
- Alterstraumazentrum
- EndoProthetikZentrum
- Hernienchirurgiezentrum
- Regionales Traumazentrum
- Stroke Unit
- Viszeralonkologisches Zentrum
- Myastheniezentrum

Fachabteilungen am Standort Missioklinik:
- Medizinische Klinik – Schwerpunkt Pneumologie & Beatmungsmedizin

- Klinik für Chirurgie – Thoraxchirurgie
- Klinik für Gynäkologie & Geburtshilfe
- Klinik für Urologie
- Klinik für Kinder- & Jugendmedizin (Missio Kinderklinik)
- Klinik für Tropenmedizin
- Klinik für Anästhesie & Intensivmedizin
- Institut für Radiologie

Fachzentren am Standort Missioklinik:
- Brustzentrum
- Babyfreundliche Klinik
- Lungenkrebszentrum

Medizinisches Versorgungszentrum Klinikum Würzburg Mitte:
In den medizinischen Versorgungszentren behandeln niedergelassene Ärzte mit direkter Anbindung an das KWM und bilden somit eine Schnittstelle zwischen ambulanter und stationärer Versorgung.
Standorte:
- MVZ Heuchelhof (Allgemeinmedizin, Hausärztliche Versorgung)
- MVZ Spiegelstraße (Allgemeinmedizin, Hausärztliche Versorgung)
- MVZ Missioklinik (Allgemeinmedizin, Reise-/Tropenmedizin, Neurologie, Handchirurgie)